# Nelson Soto
Pour les articles homonymes, voir Soto.
Soto  Martínez est un nom espagnol. Le premier nom de famille, en général paternel, est Soto ; le second, en général maternel, souvent omis, est Martínez.
Nelson Andrés Soto Martínez, né le 19 juin 1994 à Barranquilla, est un coureur cycliste colombien, membre de l'équipe Colombia Tierra de Atletas-GW Bicicletas. Il a notamment remporté la médaille d'or de la course en ligne des championnats panaméricains de 2017 et de 2021. Il vit à Medellín depuis 2016.

## Biographie
Alors à peine âgé de vingt ans, l'Atlanticense Nelson Soto dispute, à l'automne 2014, le Clásico RCN au sein de la formation "Alcaldía de Montelíbano - Asolcaribe", comprenant des coureurs de cinq départements de la région Caraïbe. Réputé bon sprinteur, il profite des étapes plates, disputées dans sa région, pour endosser (et garder durant trois jours) le maillot de leader du classement des Espoirs. Quelques semaines auparavant, Soto avait remporté la Clásica del Cesar, épreuve de niveau régional.
Pour la saison 2015, Nelson Soto signe pour un an avec la formation professionnelle mexicaine "Metropolitan Green Planet". Il est accompagné de son compatriote Miguel Ángel Cendales. Avec l'équipe guanajuatense, il participe au Tour du Mexique, où il termine deuxième des moins de 23 ans. À la fin de l'année, il représente le département d'Atlántico aux Juegos Deportivos Nacionales. Autant sur route, il ne parvient pas à s'illustrer, autant sur la piste du vélodrome Alcides Nieto, il décroche une médaille de bronze dans l'épreuve du scratch pour ses couleurs.
En 2016, Nelson Soto est soutenu financièrement par le gouvernement colombien et par le district de Barranquilla (en étant intégré aux programmes "Deportista Apoyado" mis en place par Coldeportes et "Team Barranquilla"). De plus, la formation "Coldeportes - Claro" incorpore le coureur dans son équipe des moins de 23 ans. Avec celle-ci, il dispute le Tour de Colombie Espoir et y remporte la quatrième étape. Au mois de novembre, Nelson Soto prend part à la Vuelta a Chiriquí, épreuve majeure du calendrier cycliste panaméen. Il achève la compétition à la septième place et s'attribue les classements du meilleur jeune et des étapes volantes.
Soto commence sa saison 2017 à la Clásica de Rionegro où il remporte le classement des étapes volantes,. Début mai, il honore sa première sélection à l'occasion des Championnats panaméricains. Lançant le sprint pour son compatriote Sebastián Molano, celui-ci crée volontairement un écart, insurmontable pour leurs adversaires, Soto n'est pas rattrapé et devient champion panaméricain, quatre ans après Jonathan Paredes.
Ses résultats lui permettent de signer un contrat de deux ans avec la formation espagnole Caja Rural-Seguros RGA. Il se distingue en remportant la 2e étape du Tour de la communauté de Madrid 2018 et en terminant quatrième de la 10e étape du Tour d'Espagne 2018. À la fin de la saison 2019, son contrat n'est pas reconduit. Il rejoint la nouvelle équipe Colombia Tierra de Atletas-GW Bicicletas.

## Palmarès sur route

### Par année
- 2016
  - 4e étape du Tour de Colombie espoirs
- 2017
  -  Champion panaméricain sur route
  - 3e, 10e et 11e étapes du Tour de Colombie
  - 3e de l'UCI America Tour
  -  Médaillé de bronze de la course en ligne des Jeux bolivariens
- 2018
  -  Médaillé d'or de la course en ligne aux Jeux d'Amérique centrale et des Caraïbes
  - 2e étape du Tour de la communauté de Madrid
- 2020
  - 3e et 4e étapes du Tour de Colombie
  - 4e étape de la Vuelta al Tolima
- 2021
  -  Champion panaméricain sur route
  - 1re étape du Tour de Colombie
  - 1re étape de la Vuelta al Tolima
- 2022
  - 2e étape du Tour de Colombie
  - 9e étape du Clásico RCN
- 2023
  - 2e étape de la Clásica de Rionegro
- 2024
  - 1re étape de la Tour du Táchira
  - Gran Premio de Querétaro
- 2025
  - 1re et 6e étapes de la Clásica Lunes del Cerro

### Résultats sur les grands tours

#### Tour d'Espagne
1 participation
- 2018 : 154e

### Classements mondiaux
| Année                                 | 2017 | 2018  | 2019 | 2020 | 2021 | 2022 | 2023  | 2024  |
| ------------------------------------- | ---- | ----- | ---- | ---- | ---- | ---- | ----- | ----- |
| Classement mondial                    | 280e | 1451e | 842e | 850e | 247e | 712e | 3158e | 1884e |
| UCI Europe Tour                       | nc   | 1122e |      |      |      |      |       |       |
| UCI America Tour                      | 3e   | nc    | 100e | 63e  | 21e  | 63e  | nc    | nc    |
|                                       |      |       |      |      |      |      |       |       |
| Légende : nc = non classéSource : UCI |      |       |      |      |      |      |       |       |

## Palmarès sur piste

### Jeux panaméricains
- Santiago 2023
  -  Médaillé d'argent de la poursuite par équipes

### Championnats panaméricains
- Asuncion 2025
  -  Médaillé d'argent de la course aux points.
  -  Médaillé de bronze de la poursuite par équipes (avec Juan Esteban Arango, Brayan Sánchez, Anderson Arboleda et Jordan Parra).
  - Quatrième de la course scratch[17].
  - Sixième de la poursuite individuelle[18].

### Jeux sud-américains
- Asuncion 2022
  -  Médaillé d'or de la poursuite par équipes (avec Juan Pablo Zapata, Juan Manuel Barboza et Julián Osorio)
  -  Médaillé d'argent de l'omnium

### Jeux d'Amérique centrale et des Caraïbes
- San Salvador 2023
  -  Médaillé d'or de la poursuite par équipes

### Championnats nationaux
- Cali 2017
  -  Médaillé d'argent de la course scratch[19].
- Juegos Nacionales Cali 2019
  -  Médaillé d'argent de la course scratch des XXI Juegos Deportivos Nacionales[20].
  -  Médaillé de bronze de la course aux points des XXI Juegos Deportivos Nacionales[21].
- Cali 2022
  -  Médaillé d'or de la poursuite individuelle[22].
  -  Médaillé d'or de la course à l'élimination[23].
  -  Médaillé d'argent de la course scratch[24].
- Juegos Nacionales Eje Cafetero 2023
  -  Médaillé d'argent de la poursuite individuelle des XXII Juegos Deportivos Nacionales[25].
  -  Médaillé d'argent de la course aux points des XXII Juegos Deportivos Nacionales[26].
  -  Médaillé d'argent de l'omnium des XXII Juegos Deportivos Nacionales[27].
- Medellín 2024
  -  Médaillé d'or de la course scratch[28].